# Mystrium fallax
Mystrium fallax é uma espécie de formiga do gênero Mystrium.